# 繹史
《繹史》，明末清初馬驌撰，共160卷，為傳說時代至秦朝末年的紀事本末體史書。
馬驌是顺治十六年（1658年）進士，官至灵璧知县。做官之余，手不释卷，喜好研究先秦历史，尤嗜讀《左传》，並且融会贯通，将《左传》的编年体裁改编为纪事本末体，編成《左传事纬》20卷。康熙八年，他在编撰《左传事纬》的基础上，推而广之，“取三代以来诸书，汇集周、秦以上事，撰为
《绎史》”。《繹史》是一本綜合正文與圖表、書表的史書，引用书籍达200余种，於“经、传、子、史，文献攸存者，靡不毕载”，乃至於“控六籍，吞百家，驾九流，跨四部”，所引资料皆标明出处，甚至在引文后又注明了章节。即使是谶纬之书，如《乾凿度》、《稽览图》、《璇玑钤》、《考灵曜》、《元命苞》、《演孔图》等，亦加搜罗。《繹史》之正文又分為太古、三代、春秋、戰國和外錄五部分。第一部為太古、三皇五帝，自“开辟原始”至“黄帝纪”，共10卷；第二部為夏、商、西周，自“禹平水土”至“周室东迁”，共20卷；第三部為春秋十二公事，自“鲁隐公摄位”至“春秋遗事”，共70卷；第四部為戰國時代，自“三卿分晋”至“秦亡”，共50卷；第五部為外錄，記天官、律目通考、月令、地志、名物、制度等，共10卷。书后列有世系图表，“卓然特创，自为一家之体”。
《绎史》可謂匯集先秦史诸家记载之大成，诸家所记，“或事
同文异，或文同人异”，於是将诸家记载胪列并陈，“互见叠
出，不敢偏废，所谓疑则传疑，广见闻也”。马骕又云：“诸子记尧、舜问答之言，未足据信。”他把史料分成八类，如有“真赝杂错者，取其强半”。同時考订各种文献的讹誤，如《礼记》云：“诸侯伐秦，曹桓公卒于会。”马骕認為曹桓公實乃曹宣公之誤。顾炎武称該书为“必传之作”。《绎史》亦有不足之处，由於取材博浩，使《绎史》不免有“芜杂”之感。康熙四十四年，皇帝南巡至蘇州，曾垂问《绎史》一书，命大学士张玉书物色原版。隔年四月购版进入内府。